# Proyecto Especial Majes Siguas
El Proyecto Especial Majes Siguas es la denominación del proyecto de usos múltiples de los recursos hídricos en el departamento de Arequipa, Perú. 

## Planificación
Fue construido en 1971 por el entonces formado Proyecto de Desarrollo Regional, y se declaró de interés nacional en el decreto nacional 1837.
Consiste en formar nuevas cuencas del vertiente del Pacífico de la costa sur del Perú para:
- Abastecer y regular el agua para el uso agrícola y urbano.
- Generar energía eléctrica mediante un sistema hidráulico.
- Dinamizar la economía regional, a través de la implementación de actividades productivas articuladas al mercado nacional e internacional.
- Ejecutar los proyectos regionales transferidos: 
  - Proyecto de Afianzamiento del río Chili.
  - Proyecto Integral de Desarrollo del río Arma.

Como forma de aumentar los caudales disponibles, el proyecto considera el trasvase de las aguas de las altas cordilleras, desde los ríos Apurimac y Colca, por túneles y canales, hacia las pampas de Majes y Siguas.
El proyecto tiene un costo de 424.95 millones de dólares e incluye la construcción de la represa de Angostura (con una capacidad de almacenamiento de 1000 millones de metros cúbicos de agua).

## Majes Siguas II
Una futura extensión, llamado Majes Siguas II, extenderá la agrarización de la zona. Se buscará triplicar el área de regadío a base de explotar un agua remota y cada vez más escasa por el cambio climático. El proyecto generó protestas en 2012 con poblados de Cuzco. En 2010 el Agencia de Promoción de la Inversión Privada informó que cinco postores están interesados en la ejecución.
Sin embargo, en julio de 2023, el Gobierno Regional de Arequipa aprobó la creación de una comisión especial para fiscalizar las adendas 12 y 13 del proyecto a causa de un fallo de negociaciones de una consesonaria.